# Molybdänblau

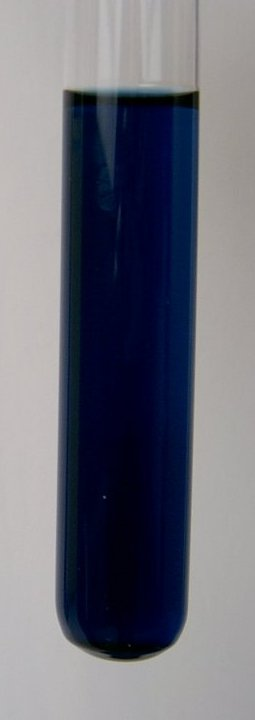
Kolloidale Lösung von Molybdänblau

Molybdänblau (auch Mineralindigo) ist eine Bezeichnung für Molybdänoxidhydroxide der allgemeinen Zusammensetzung MoxOy(OH)z. Die Oxidationszahl des Molybdäns bewegt sich hierbei zwischen 5 und 6. Beispielsweise hat Molybdän in der Verbindung Mo2O4(OH)2 die Oxidationszahl 5, in der Verbindung Mo4O10(OH)2 die mittlere Oxidationszahl 5,5 und in Mo8O15(OH)16 die mittlere Oxidationszahl 5,75. Diese drei Verbindungen wurden erstmals 1951 von Oskar Glemser dargestellt und charakterisiert. Es existieren kristalline und amorphe Modifikationen des Molybdänblaus.

## Herstellung
Molybdänblau erhält man als kolloidale Lösung nach Reduktion von angesäuerter Molybdatlösungen mit einem Reduktionsmittel wie Zinn(II)-ionen, Zink, Schwefeldioxid, Hydrazin, oder Schwefelwasserstoff. Ebenfalls ist eine Herstellung aus Molybdän(VI)-oxid durch Reduktion mit Wasserstoff oder mit Lithiumaluminiumhydrid möglich.
{\displaystyle \mathrm {4\ MoO_{3}+H_{2}\longrightarrow Mo_{4}O_{10}(OH)_{2}} }

## Anwendungen
Die Bildung von Molybdänblau ist in der analytischen Chemie zum Nachweis des Molybdäns und von Phosphaten von Bedeutung.